# Bothrops erythromelas
Bothrops erythromelas е вид змия от семейство Отровници (Viperidae). Видът не е застрашен от изчезване.

## Разпространение
Разпространен е в Бразилия (Алагоас, Баия, Мараняо, Минас Жерайс, Параиба, Пернамбуко, Пиауи, Рио Гранди до Норти, Сеара и Сержипи).